# Charles Dickens
Charles John Huffam Dickens (/ˈtʃɑɹlz ˈdɪkɪnz/; Portsmouth, 7 febbraio 1812 – Higham, 9 giugno 1870) è stato uno scrittore e giornalista britannico dell'età vittoriana.

Firma di Charles Dickens

Noto tanto per le sue prove umoristiche (Il Circolo Pickwick) quanto per i suoi romanzi sociali (Oliver Twist, David Copperfield, Tempi difficili, Grandi speranze, Canto di Natale), è considerato uno dei più importanti romanzieri di tutti i tempi, nonché uno dei più popolari.

## Biografia

### Infanzia e adolescenza

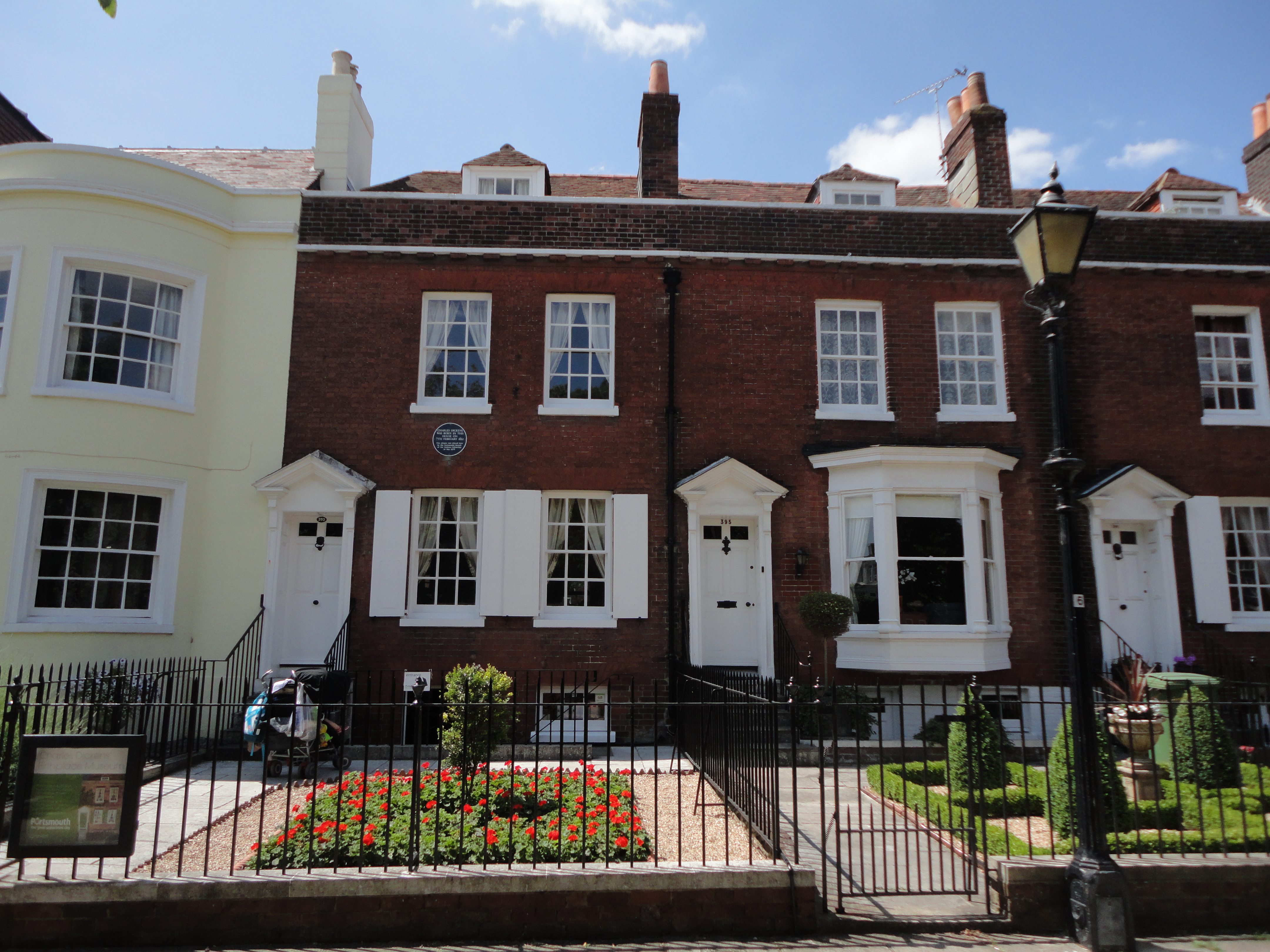
Luogo di nascita di Charles Dickens, 393 Commercial Road, Portsmouth

Secondo di otto figli, nasce a Landport nel 1812 presso Portsmouth, da Elizabeth Barrow e da John Dickens, impiegato all'Ufficio Stipendi della Marina britannica. Nel 1815, quando Charles ha tre anni, la famiglia si trasferisce a Londra e due anni dopo a Chatham, nel Kent. Qui riceve la prima istruzione alla scuola del figlio di un pastore battista. Passa il tempo libero all'aperto impegnato in voraci letture. Più tardi racconterà delle sue vivide memorie riguardanti l'infanzia e della particolare memoria fotografica che lo aiutò a dar vita alle sue finzioni letterarie. Nel 1823, la famiglia Dickens, impoveritasi nel tempo, è costretta nuovamente a trasferirsi a Camden Town, allora uno dei quartieri più miseri di Londra.
Nel febbraio 1824, John Dickens viene recluso per debiti nella prigione della Marshalsea e la famiglia, impegnando i propri mobili presso un prestatore su pegno di Hampstead Road, si impoverisce ulteriormente. È in questa situazione che James Lamert, coinquilino dei Dickens fino all'anno prima, offre a Charles un lavoro in una fabbrica di lucido da scarpe, la Warren's Blacking Warehouse, per dieci ore al giorno. Quando i genitori accettano, Charles subisce un grave trauma, sentendosi abbandonato e umiliato. Molto presto, la madre e i fratelli si trasferiscono alla Marshalsea, mentre Charles si ritrova prima a condividere una stanza con due ragazzi, presso la struttura di una certa Mrs Roylance, a Camden Town, per poi essere affidato a una coppia, non lontano dalla prigione.
John Dickens esce da Marshalsea il 28 maggio 1824, "in seguito all'eredità che gli aveva lasciato la madre, morta il 24 aprile 1824", ma Charles continua a lavorare, forse fino al marzo 1825. In quel mese il padre viene riconosciuto invalido, e gli viene assegnata una cospicua pensione. Probabilmente nello stesso periodo, per motivi ignoti, si crea un'incomprensione tra John e Lamert, il quale rimanda Charles a casa. La madre prova a far recedere Lamert dalla sua posizione, ma il marito avverte finalmente la necessità di iscrivere il figlio a scuola. Così, Dickens entra alla Wellington House Academy.

## Carriera

### La cronaca parlamentare e i primi bozzetti

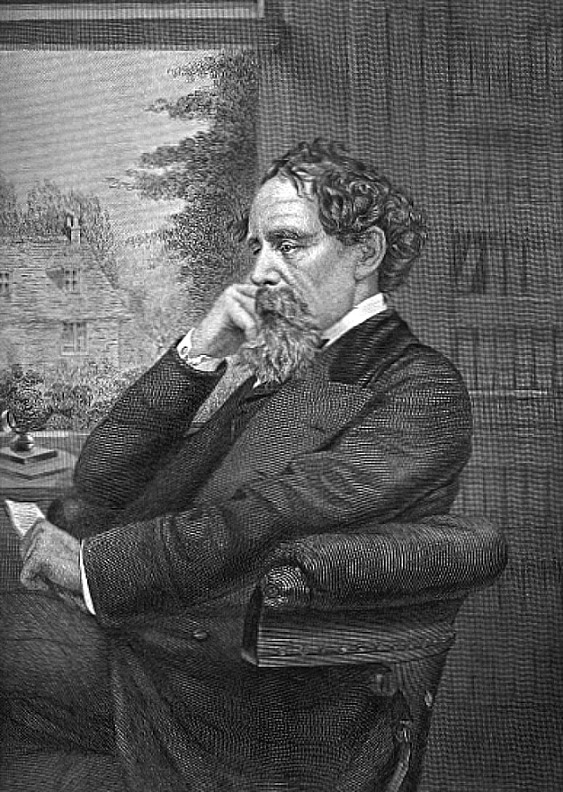
Ritratto di Dickens (dalla Portrait Gallery of Eminent Men and Women in Europe and America di E. A. Duyckinck)

All'età di quindici anni entra nello studio legale Ellis & Blackmore come praticante, con buone prospettive di diventare avvocato, ma la professione non gli piacque e quindi iniziò a studiare stenografia. Nel frattempo, comincia a frequentare i teatri londinesi, abitudine che non dismetterà mai, assistendo a diversissimi generi, dalle tragedie shakespeariane alle farse e alle operette musicali. Nel 1828, abbandonato lo studio legale, s'impiega presso Charles Molloy e svolse la attività di stenografo presso alcuni tribunali e uffici legislativi. Pian piano, sorge in lui l'ambizione di diventare cronista parlamentare.
Tra il 1830 e il 1831 s'innamora di Maria Beadnell, figlia di un funzionario di banca. Nel 1833, la relazione entra in crisi e si conclude con il distacco. Nel 1832 inizia a collaborare con l'agenzia The Mirror of Parliament ("Lo Specchio del Parlamento"), fondata da uno zio. Nello stesso periodo diviene cronista del quotidiano della sera The True Sun, potendo così stabilirsi da solo in Cecil Street e meditando di divenire attore. Il 1º dicembre 1833 pubblica anonimamente il suo primo bozzetto sul Monthly Magazine. Nell'agosto del 1834 viene assunto come cronista dal Morning Chronicle. È in settembre che, sotto lo pseudonimo Boz, pubblica il primo di quei bozzetti di vita urbana che diverranno poi gli Sketches by Boz. Questa sua prima opera nasce proprio dal suo lavoro di giornalista, che gli aveva permesso di viaggiare in tutta la Gran Bretagna.
Nel febbraio del 1836, l'editore John Macrone pubblica in volume la prima serie degli Sketches by Boz. La seconda serie esce in dicembre.

### Il successo

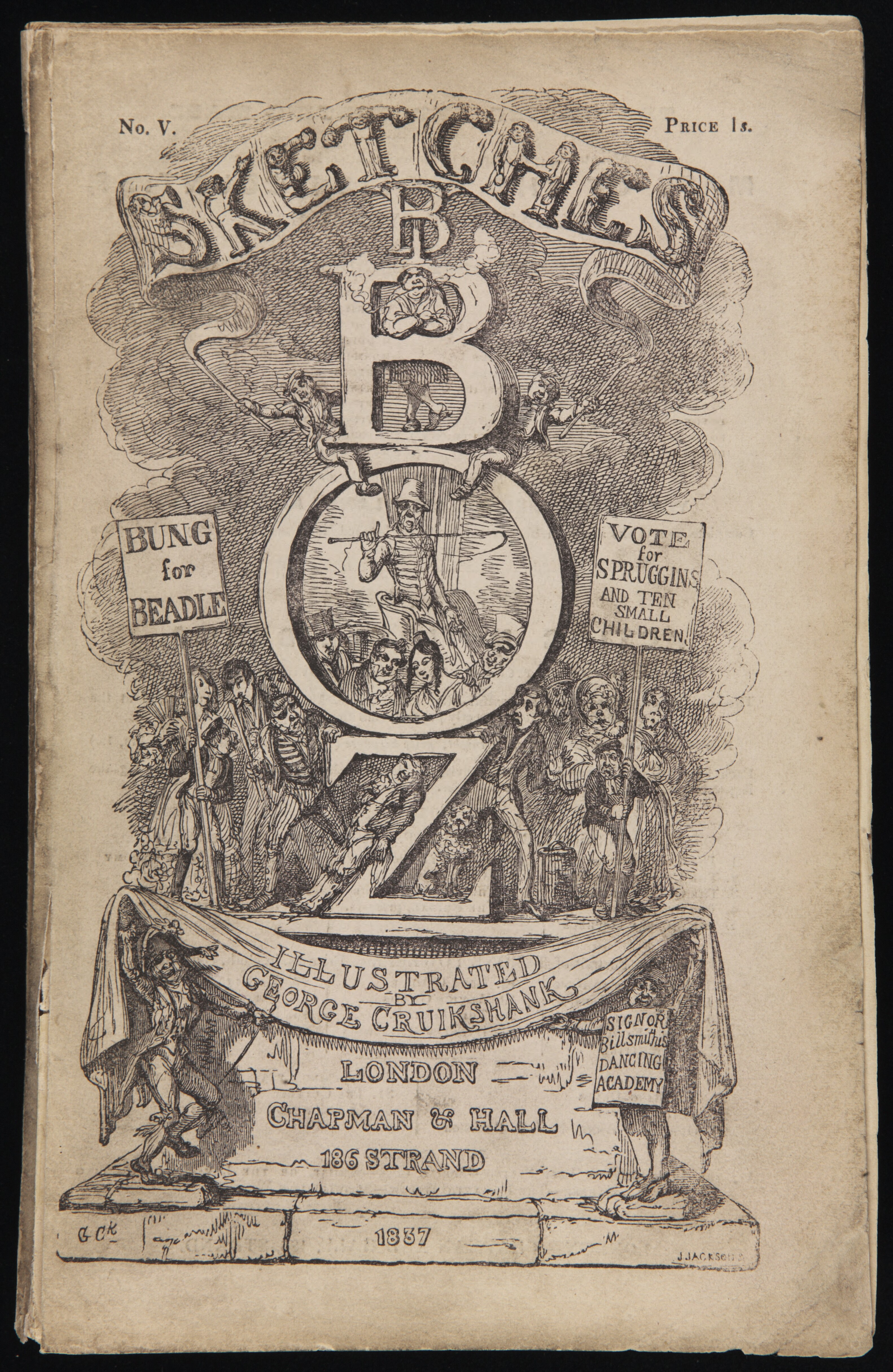
Frontespizio, Sketches by Boz (Boz è un soprannome di famiglia) scritto da Dickens con illustrazioni di George Cruikshank, 1837

Nel 1836, nel mese di maggio, comincia in dispense mensili a pubblicare sul Morning Chronicle il primo romanzo. L'editore è Chapman and Hall e il romanzo s'intitola I quaderni postumi del Circolo Pickwick (The Posthumous Papers of the Pickwick Club): il libro lo rende in breve assai famoso nel panorama della narrativa inglese, ma non ancora mondiale.
Nel frattempo il 2 aprile 1836 sposa Catherine Hogarth, figlia del direttore del giornale. A settembre esordisce il dramma The Strange Gentleman, adattato da un suo bozzetto. A novembre, cessa la sua collaborazione con il Morning Chronicle. A dicembre esordisce l'opera The Village Coquettes, di cui Dickens ha scritto il libretto. Il 25 dicembre del 1836 conosce John Forster, che diverrà il suo primo biografo.
Inoltre nel 1836 accetta il lavoro di scrittore presso il Bentley's Miscellany, occupazione che conserva fino al 1839. A gennaio del 1837, con il primo numero della rivista, esce la prima puntata di Oliver Twist. Il 2 gennaio è nel frattempo nato il primogenito, Charles Culliford Boz, mentre ad aprile la famiglia si trasferisce nel quartiere londinese di Bloomsbury, al 48 di Doughty Street. La casa ospita anche Mary Hogarth, cognata sedicenne di Dickens, che muore in maggio. Lo scrittore rimane assai colpito dalla scomparsa di Mary, tanto che non riesce a terminare Il Circolo Pickwick prima di novembre (l'ultimo fascicolo venderà 40 000 copie).

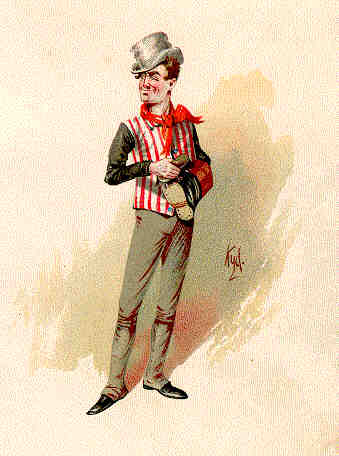
Il servitore saggio e affettuoso Sam Weller di The Pickwick Papers, un fenomeno editoriale che ha dato vita a numerosi spin-off e prodotti Pickwick, ha reso famoso il ventiquattrenne Dickens.

Nel 1838 lavora alla rielaborazione delle memorie del clown circense Joseph Grimaldi. Il 31 marzo appare il primo fascicolo del Nicholas Nickleby, mentre l'ultimo fascicolo esce in ottobre. A dicembre, la famiglia Dickens si trasferisce al numero 1 di Devonshire Terrace, nei pressi del Regent's Park.

### Gli anni quaranta
Ad aprile del 1840, Dickens si avventura nella pubblicazione del periodico settimanale Master Humphrey's Clock, edito da Chapman and Hall. Uscirà fino al gennaio 1842 e in esso verranno pubblicati La bottega dell'antiquario e Barnaby Rudge, quest'ultimo in uscita mensile.
Nel marzo del 1841, pubblica una lettera aperta sui maggiori quotidiani in cui si dichiara estraneo ai debiti contratti da chiunque utilizzi illecitamente il suo nome (riferendosi, in concreto, al padre). In giugno visita la Scozia. Barnaby Rudge viene concluso in novembre, durante un periodo di convalescenza, dopo una recente operazione. Nel frattempo, progetta un viaggio negli Stati Uniti.

### Prima visita negli Stati Uniti

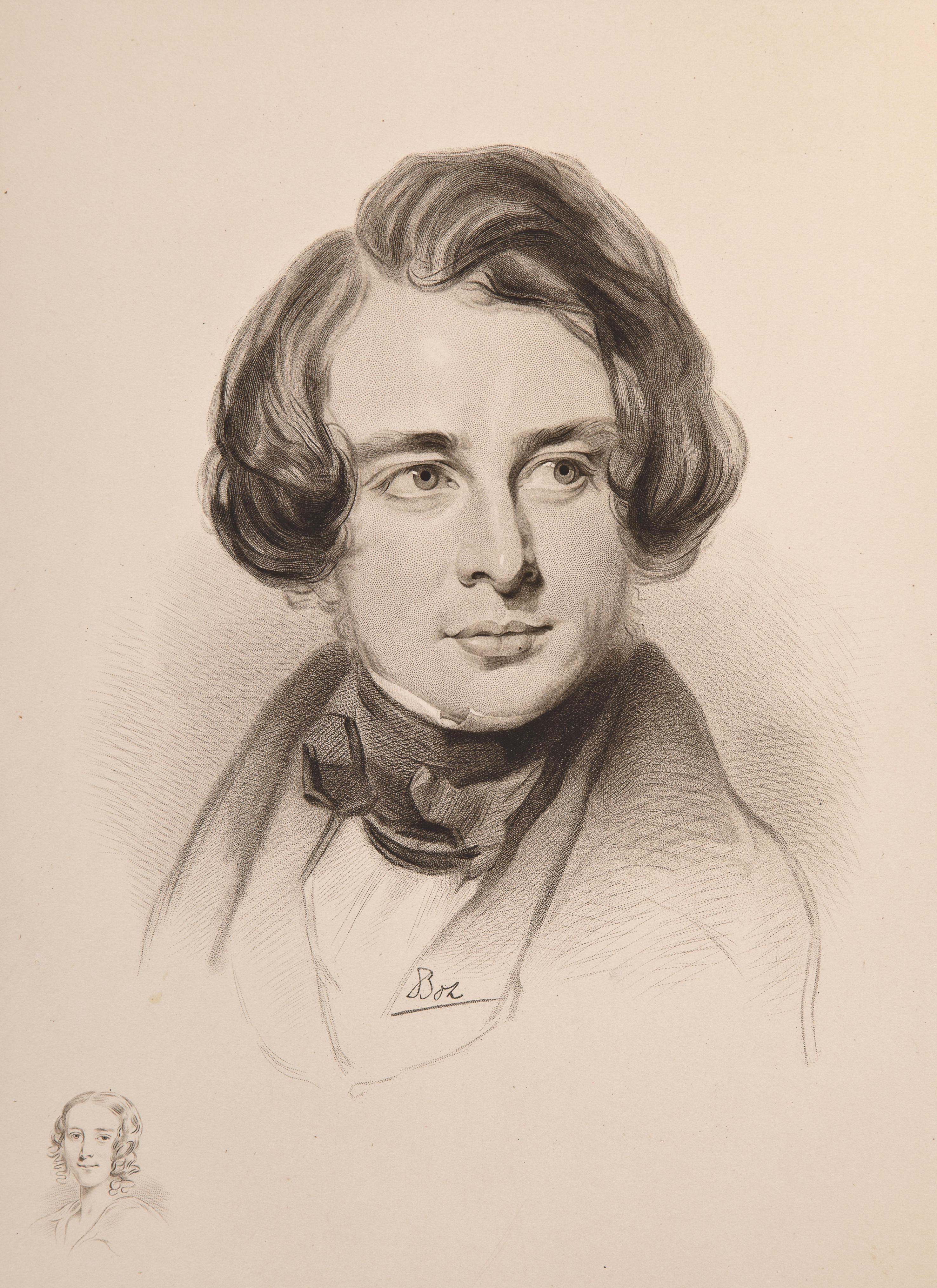
Schizzo di Dickens nel 1842 durante la sua prima tournée americana. Schizzo della sorella di Dickens, Fanny, in basso a sinistra

Il 4 gennaio 1842 parte con la moglie per gli Stati Uniti, dove, ormai scrittore conosciuto, visita Boston, New York, Filadelfia, Washington, Richmond. In Virginia rimane disgustato dalla diffusa condizione di schiavitù in cui versano gli uomini neri. Il viaggio tocca anche Pittsburgh, Cincinnati, Saint Louis (quest'ultima raggiunta a bordo di un battello a vapore, lungo il fiume Mississippi). Nel 1843 pubblica uno dei suoi romanzi brevi più famosi: Canto di Natale (A Christmas Carol).
Tra il 1844 e il 1845 soggiorna a lungo a Genova e ha occasione di visitare diverse altre città italiane, fra cui La Spezia, Bologna (in particolare alla Certosa), Carrara, Roma, Napoli e Mantova. Il resoconto di questi viaggi costituirà il materiale per il suo libro Pictures from Italy. Fu nella lunga tappa genovese, nell'estate del 1844, che scrisse Le campane (The Chimes).

### Ritorno in Inghilterra

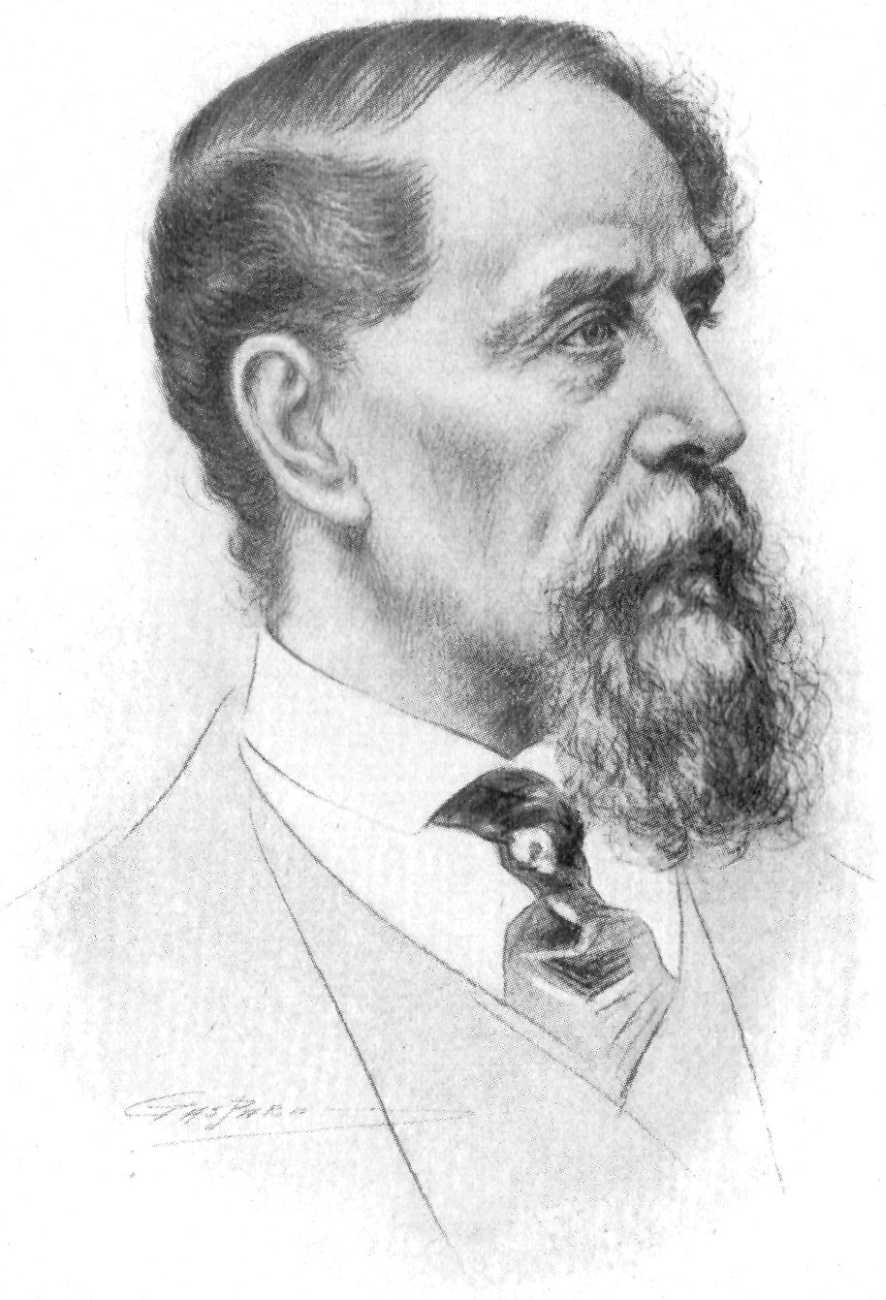
Dickens in età adulta

Fa quindi ritorno in Inghilterra, dove s'impegna a dare vita a un giornale liberale, impegnato per l'abolizione delle leggi protezionistiche sui cereali (“Corn Laws”). Nel 1846, in gennaio, esce, frutto di questo intento, il primo numero del Daily News, i cui principi guida sarebbero stati: miglioramento, progresso, educazione, libertà religiosa e civile, legislazione equa. Dopo soli 17 numeri si dimette però dall'incarico di direttore, lamentandosi di essere circondato da incapaci.

Il 1848 è turbato da gravi questioni familiari e da grandi litigi nella cerchia degli amici, ma Dickens conduce comunque in porto il progetto di un giornale periodico battezzato Household Words, con l'intento di mescolare la narrativa e la polemica contro i mali del suo tempo. Il primo numero esce nel 1850; i progetti di risanamento edilizio londinese ne subiscono l'influenza. In esso cita il funesto terremoto che colpì la Basilicata nel 1857. 

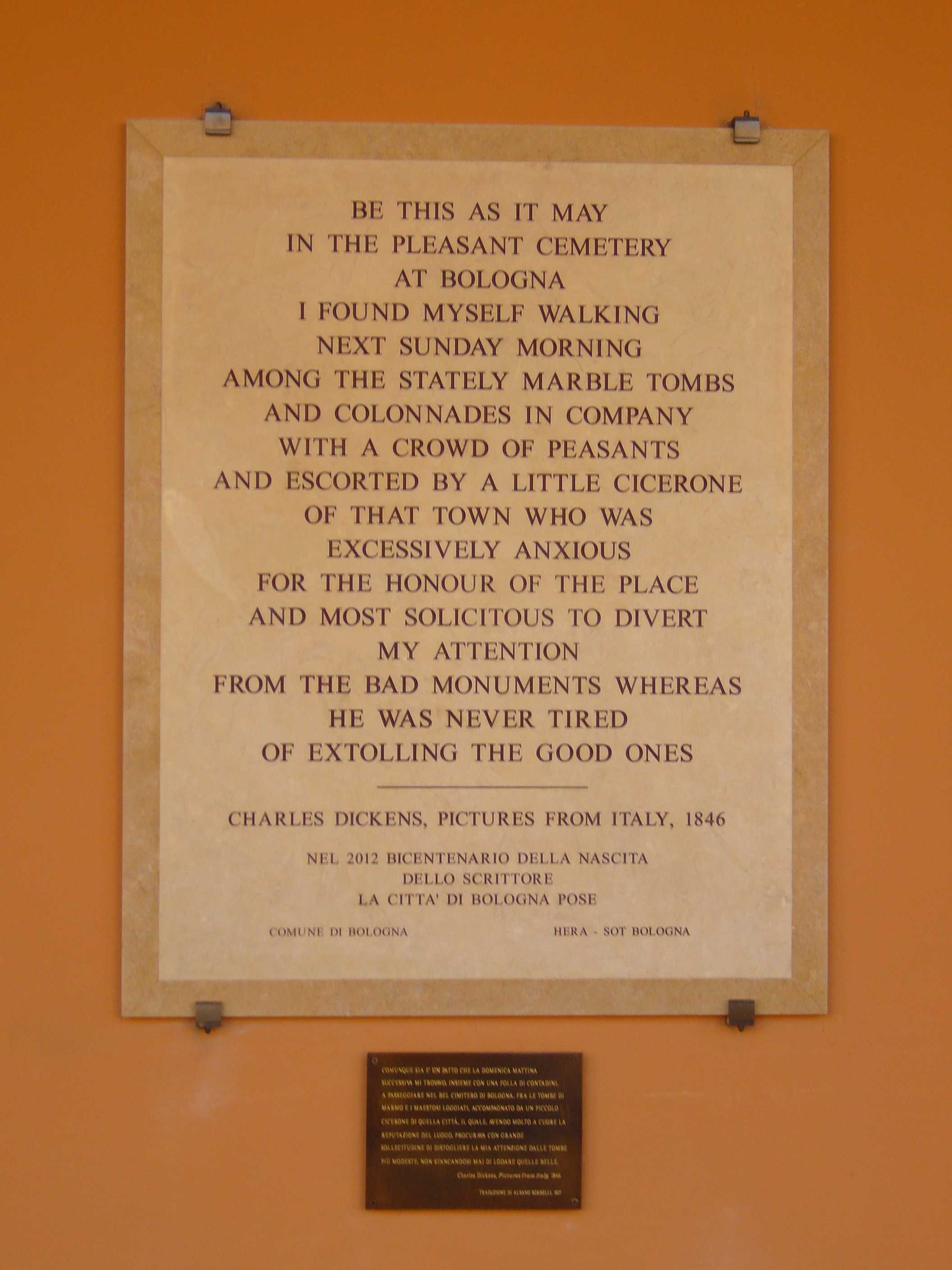
La lapide dedicata a Charles Dickens alla Certosa di Bologna

### Gli anni cinquanta
Tra il maggio 1849 e il novembre 1850 viene pubblicato, a cadenza mensile su un giornale di proprietà di Dickens, il romanzo David Copperfield; l'idea di un'opera scritta in prima persona fu suggerita allo scrittore dall'amico e confidente John Forster. Nell'opera a fondo autobiografico si possono riconoscere personaggi e situazioni che lo stesso Dickens aveva conosciuto e vissuto in prima persona.
Nel 1850, inoltre, progetta e mette in scena insieme a Lord Bulwer Lytton un testo teatrale di ambientazione settecentesca, Not so bad as we seem. La moglie si ammala e una figlia muore improvvisamente. Nel biennio 1855-56 vive a Parigi durante l'inverno, trasferendosi in estate presso Boulogne. I rapporti con i familiari si vanno, intanto, deteriorando.
Nel 1858 si separa definitivamente dalla moglie, inserendo un annuncio sui giornali e accusandola di non aver mai saputo badare ai figli e alla famiglia, nonostante inizialmente fossero felici; Dickens continua comunque a mantenerla e mette a sua disposizione una casa in cui possa vivere; è lì che lei morirà dopo venti anni. Georgina, la sorella di Catherine, si muove in suo aiuto e nascono voci secondo cui Charles è romanticamente legato alla cognata.
L'infelicità nel rapporto coniugale di Dickens si palesa anche quando, nel 1855, egli si reca a incontrare Maria Beadnell, il suo primo amore che, pur essendo sposata, sembra cada in fallo nel vedere il romantico ricordo che Charles ha di lei.
Alla fine degli anni cinquanta decide di realizzare delle vere e proprie letture teatrali di alcuni dei propri scritti, pur incontrando l'iniziale scetticismo del suo biografo ufficiale, John Forster. Prendono il via in questo modo gli spettacoli sul palcoscenico dove Dickens, tramite i monologhi e calandosi nei panni dei personaggi che ha creato in passato, dimostra le sue doti di attore e drammaturgo. Le letture sono un vero e proprio successo, tanto che l'autore britannico darà il via a delle tournée in tutta la nazione, in Europa, fino ad approdare, in un secondo momento, in America riscontrando sempre un considerevole successo. 
Nel 1859 fonda il periodico All the Year Round, che ottiene uno strepitoso successo grazie a un ricco nobile dell'epoca: ne vengono infatti vendute circa 10 000 copie.

### Ultimi anni di vita e la morte

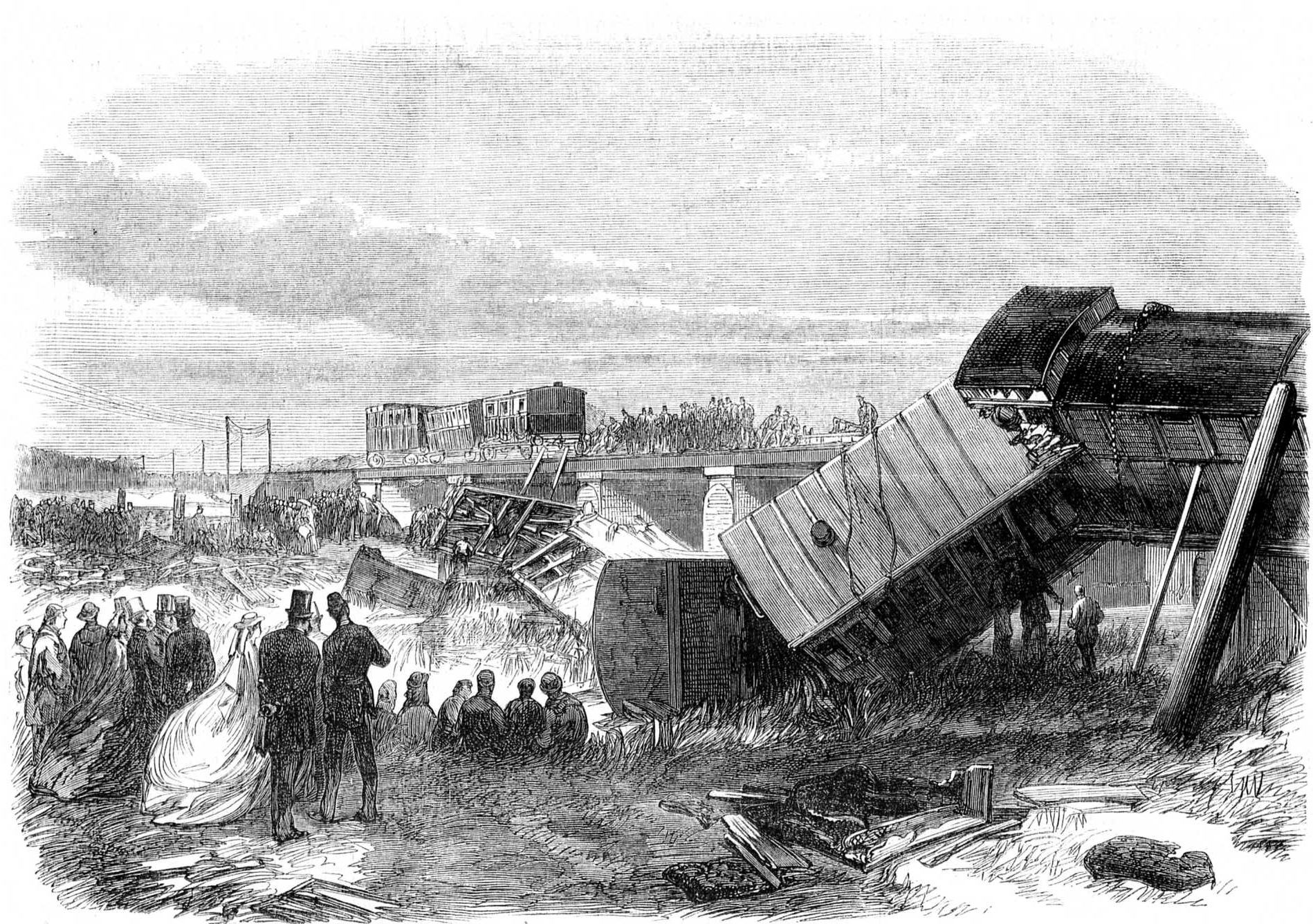
L'incidente ferroviario di Staplehurst in una stampa del 1865

#### Incidente ferroviario di Staplehurst
Il 9 giugno 1865 viene coinvolto nell'incidente ferroviario di Staplehurst, nel corso del quale sei carrozze del treno sul quale Dickens viaggia cadono da un ponte in riparazione; l'unica carrozza di prima classe che rimane sul ponte è proprio quella in cui si trova lo scrittore. Rimane sul posto per assistere i feriti, per poi ritornare nella sua carrozza a salvare i manoscritti dell'opera incompiuta Our Mutual Friend. Nonostante ne esca incolume, non sarà mai in grado di cancellare dalla sua mente tale disgrazia.
Dickens cerca di evitare le inchieste sul disastro per non far scoprire il motivo del suo viaggio: era infatti di ritorno dalla Francia dove era andato a trovare l'attrice Ellen Ternan, la donna che gli aveva fatto dimenticare Catherine, con la quale aveva già una relazione prima di arrivare alla separazione definitiva, da cui nacque un figlio morto quando era ancora piccolo.

#### Seconda visita negli Stati Uniti e malattia

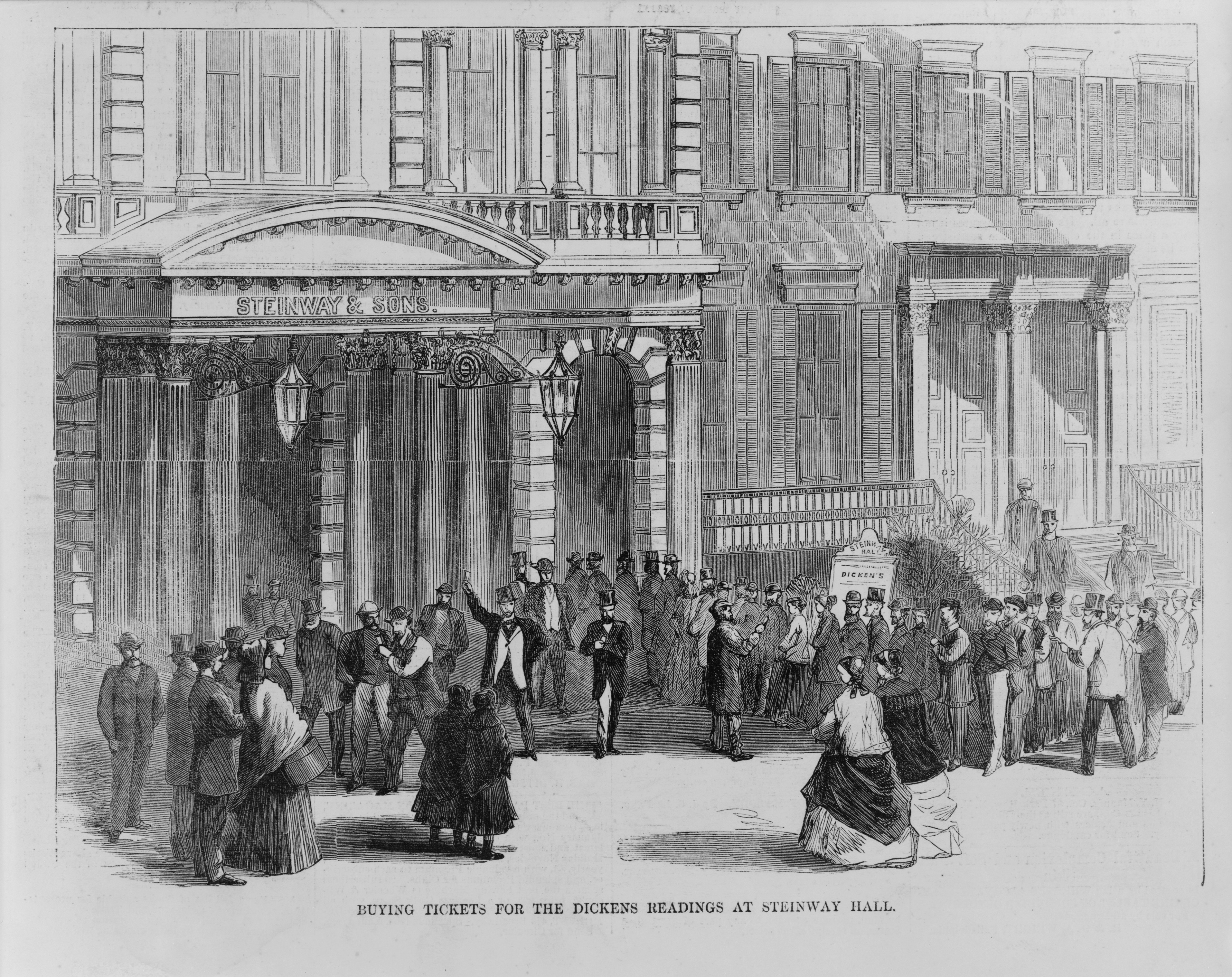
Folla di spettatori che acquistano i biglietti per una lettura di Dickens alla Steinway Hall, New York City, nel 1867

Negli ultimi mesi del 1865 si reca ancora in America per un giro di letture delle sue opere.
Il suo stato di salute peggiora giorno dopo giorno. Alla fine gli viene diagnosticato un attacco di paralisi. Nel 1868 continua il suo tour di letture in America, leggendo a Filadelfia, New York, Baltimora e Washington, e incontra Andrew Johnson, presidente degli Stati Uniti; nell'anno successivo ha già ultimato 72 delle 100 letture pubbliche che aveva intenzione di fare, ma il suo medico, Francis Beard, gli consiglia vivamente di cessare le letture, pena gravissimi danni al suo fisico. La raccomandazione del dottore sortisce un buon effetto e le condizioni di Dickens migliorano. Tuttavia nel 1870, anno della scrittura de Il mistero di Edwin Drood, del quale aveva però già parlato l'anno precedente al suo amico e biografo John Forster, aumenta la frequenza dei fastidi a un piede e l'8 giugno è colto da uno svenimento causato da un'emorragia cerebrale. Il giorno seguente muore alle ore 18:10.

#### Sepoltura e onorificenze

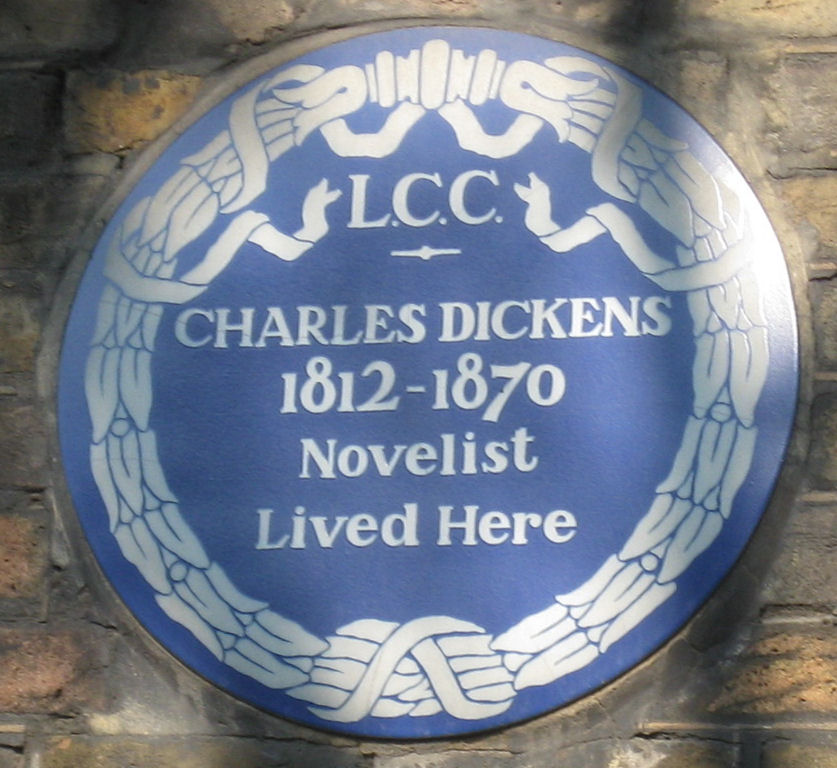
Targa blu sul n. 48 di Doughty Street, Londra; qui visse Charles Dickens, come ricorda la targa

Il 14 giugno è sepolto nell'abbazia di Westminster, nella quale la sua salma viene portata da un treno speciale, nell'angolo dei poeti (Poets' Corner), accanto a Henry Fielding, cui egli si "ispirò", come ad altri autori, per la creazione del romanzo sociale.
La sua vita è stata raccontata da John Forster nel libro The Life of Charles Dickens (Londra, 1872-1874).

#### Discendenza
Charles Dickens ebbe da Catherine Hogart (19 maggio 1815 - 22 novembre 1879) ben dieci figli:
1. Charles Culliford Boz Dickens (1837-1896)
2. Mary Dickens (1838-1896)
3. Kate Macready Dickens (1839-1929)
4. Walter Landor Dickens (1841-1863)
5. Francis Jeffrey Dickens (1844-1886)
6. Alfred D’Orsay Tennyson Dickens (1845-1912)
7. Sydney Smith Haldimand Dickens (1847-1872)
8. Henry Fielding Dickens (1849-1933)
9. Dora Annie Dickens (1850-1851)
10. Edward Bulwer Lytton Dickens (1852-1902)

## Retaggio culturale
Tra i musei che documentano la vita e le opere di Dickens si annoverano il Charles Dickens Museum di Londra, la dimora storica dove scrisse Oliver Twist, Il Circolo Pickwick e Nicholas Nickleby e il Charles Dickens Birthplace Museum di Portsmouth, la casa natale in cui è nato, mentre i manoscritti originali di molti dei suoi romanzi, così come le bozze di stampa, le prime edizioni e le illustrazioni della collezione dell'amico di Dickens, John Forster, sono conservati al Victoria and Albert Museum. A Charles Dickens è stata dedicata una lapide al Cimitero Monumentale della Certosa di Bologna che ricorda la visita del 1844 dello scrittore inglese al cimitero. All'autore è dedicato il Dickens World di Chatham.
Tra gli attori che hanno interpretato Dickens sullo schermo ci sono Anthony Hopkins, Derek Jacobi, Simon Callow, Dan Stevens e Ralph Fiennes, quest'ultimo l'ha interpretato in The Invisible Woman (2013), film che descrive la presunta storia d'amore segreta di Dickens con Ellen Ternan che durò per tredici anni fino alla sua morte nel 1870.

## Curiosità
- 2005 Nel terzo episodio della prima stagione (2005) di Doctor Who intitolato "I morti inquieti" il Dottore porta Rose nella Cardiff del 1869, dove incontrano proprio Dickens che li aiuterà a svelare il mistero del perché i cadaveri risorgono.
- 2010 Nel film Hereafter, di Clint Eastwood, il sensitivo George ascolta audiolibri di Dickens e, una volta giunto a Londra, si reca a fare visita alla casa del suo autore preferito.
- 2019 A Dickens è stato intitolato il cratere Dickens, sulla superficie di Mercurio.
- 2022 è stato svelato il "Codice Dickens", ovvero la lettera misteriosa scritta dal romanziere in versione stenografica.[32]

## Critica
Considerato uno dei maggiori autori inglesi del suo secolo, è ritenuto dalla critica il "fondatore" del romanzo sociale, che tratteggia la vita dei ceti sociali economicamente svantaggiati e denuncia situazioni di sopruso e pregiudizio, per la creazione del quale "unì" due correnti narrative dell'Ottocento, ovvero quella del Romanzo picaresco, seguita da scrittori come Henry Fielding e Daniel Defoe, e quella più romantica e sentimentale, cui aderì, per esempio, Laurence Sterne.

## Opere

### Romanzi

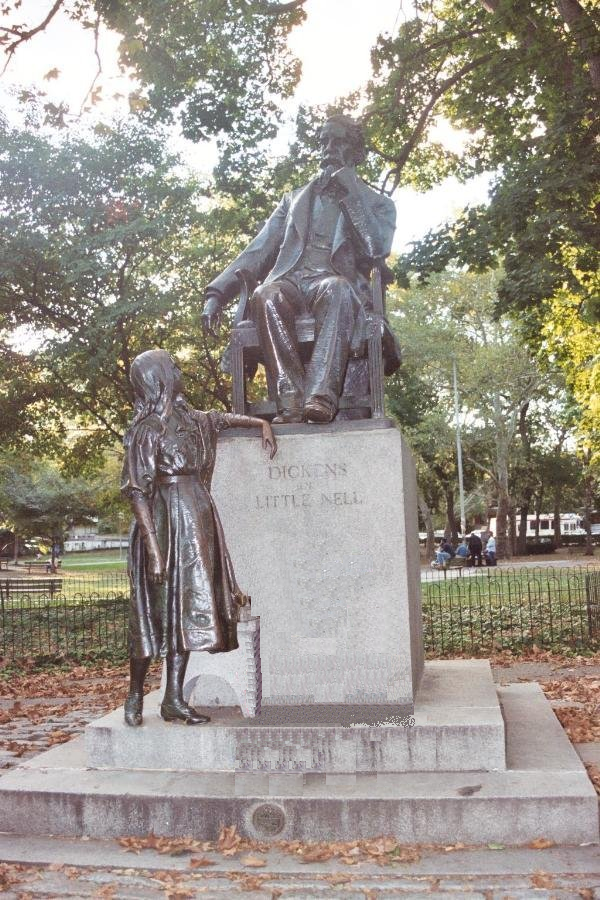
Statua in onore di Charles Dickens a Philadelphia. In basso a sinistra, la figura di Little Nell, la protagonista del romanzo La bottega dell'antiquario

- Il Circolo Pickwick (The Posthumous Papers of the Pickwick Club; 1836-1837)
- Le avventure di Oliver Twist (The Adventures of Oliver Twist; 1837-1839)
- Nicholas Nickleby (The Life and Adventures of Nicholas Nickleby; 1838-1839)
- La bottega dell'antiquario (The Old Curiosity Shop; 1840-1841)
- Barnaby Rudge (1841)
- Martin Chuzzlewit (1843-1844)
- Dombey e Figlio (Dombey and Son; 1846-1848)
- David Copperfield (1849-1850)
- Casa desolata (Bleak House; 1852-1853)
- Tempi difficili (Hard Times; 1854)
- La piccola Dorrit (Little Dorrit; 1855-1857)
- Racconto di due città (A Tale of Two Cities; 1859)
- Grandi speranze (Great Expectations; 1860-1861)
- Il nostro comune amico (Our Mutual Friend; 1864-1865)
- Il mistero di Edwin Drood (The Mystery of Edwin Drood; incompleto; 1870)

### Racconti
- Canto di Natale (A Christmas Carol; 1843)
- Le campane (The Chimes; 1844)
- Il grillo del focolare (The Cricket on the Hearth; 1845)
- La battaglia della vita (The Battle of Life; 1846)
- Il patto col fantasma (The Haunted Man and the Ghost's Bargain; 1848)
- Il Natale da adulti (What Christmas Is, As We Grow Older; 1851)
- Storia di un bambino (The Child's Story; 1852)
- Storia del parente sfortunato (The Poor Relation's Story; 1852)
- Storia di Nessuno (Nobody's Story; 1853)
- Storia di uno studente (The Schoolboy's Story; 1853)
- Perdersi a Londra (Gone Astray; 1853)
- Il comportamento degli assassini (The Demeanour of Murderers, pubblicato in Household Words, 1856)
- Il naufragio della Golden Mary (The Wreck of the Golden Mary; 1856)
- Passeggiate notturne (Night Walks; 1860)
- Le prescrizioni del Dottor Marigold (Doctor Marigold's Prescriptions, pubblicato in All The Year Round, 1865)
- Mugby Junction (Mugby Junction; 1866)
- La spiegazione di George Silverman (George Silverman's Explanation, pubblicato in The Atlantic Monthly, 1868)
- Guardie e ladri (nove racconti polizieschi inediti in Italia; traduzione e cura di Fabrizio Bagatti, Firenze, Clichy, 2014)
- La casa dei fantasmi (The Haunted House, 1859, primo numero natalizio di All The Year Round)[34]
- La signora Lirriper, Mattioli
- Da leggersi all'imbrunire. Racconti di fantasmi, Einaudi, 2018, ISBN 9788806238711, (Raccolta, curatore Malcolm Skey)

### Teatro
- Readings: Il Circolo Pickwick, Dombey e Figlio, Un Canto di Natale, Oliver Twist a teatro (traduzione e a cura di Marisa Sestito, Venezia, Marsilio Editore, 2012, ISBN 978-88-317-1336-8)

### Saggi
- Domenica in tre capi [Sunday Under Three Heads], traduzione di Rossella Monaco, Galassia arte, 2013  [1836], ISBN 9788897695783

### Diari di viaggio
- America (1842)
- Note americane e in Francia (Antologia dal titolo Di viaggi e di mare) Edizioni Magenes 2010 a cura di Graziella Martina (titolo originale: American Notes) ISBN 978-88-87376-66-1
- Impressioni italiane (1846)

### Corrispondenze
- Quante storie ho da raccontarti, a cura di Massimiliano Borelli, Roma, L'orma, 2020, ISBN 9788831312516.

### Giornali
- The Daily News
- Household Words
- All the Year Round

## Filmografia
- The Cricket on the Hearth, regia di Lorimer Johnston - cortometraggio (1914)
- David Copperfield (David Copperfield), regia di George Cukor, 1935.
- Le due città (A Tale of Two Cities) regia di Jack Conway, 1935.
- Mystery of Edwin Drood, regia di Stuart Walker, 1935.
- Grandi speranze, (Great Expectations), regia di David Lean, 1946.
- I misteri di Londra" (Nicholas Nickleby o anche The Life and Adventures of Nicholas Nickleby) regia di Alberto Cavalcanti, 1947.
- Le avventure di Oliver Twist (Oliver Twist), regia di David Lean, 1948.
- Oliver!, regia di Carol Reed, 1968.
- Il circolo Pickwick, miniserie televisiva, regia di Ugo Gregoretti, 1968.
- Tempi difficili (Hard times), regia di João Botelho, 1988.
- Paradiso perduto (Great Expectations), regia di Alfonso Cuarón, 1998.
- Nicholas Nickleby, regia di Douglas McGrath, 2002.
- Oliver Twist, regia di Roman Polański, 2005.
- Grandi Speranze (Great Expectations), regia di Mike Newell, 2012.
- The Invisible Woman, regia di Ralph Fiennes, 2013.
- Dickens - L'uomo che inventò il Natale (The Man Who Invented Christmas), regia di Bharat Nalluri, 2017.
- La vita straordinaria di David Copperfield, regia di Armando Iannucci, 2019.

## Edizioni
- Charles Dickens, Christmas carol, London, Chapman & Hall, 1843.
- Charles Dickens, Pictures from Italy, London, Bradbury & Evans, 1846.
- Charles Dickens, Reprinted pieces, London, Chapman & Hall, 1899.
- Charles Dickens, Bleak house, London, Bradbury and Evans, 1853.
- Charles Dickens, Martin Chuzzlewit, London, Chapman & Hall, 1844.
- Charles Dickens, Pickwick papers, London, Chapman & Hall, [dopo il 1836].
- Charles Dickens, Uncommercial traveller, London, Chapman & Hall, 1898.
- Charles Dickens, Christmas stories, vol. 2, London, Chapman & Hall, 1898.
- Charles Dickens, Our mutual friend, vol. 1, London, Chapman & Hall, 1898.
- Charles Dickens, Bleak house, vol. 2, London, Chapman & Hall, 1897.
- (EN) Charles Dickens, Barnaby Rudge. 1, London, Chapman & Hall, 1897.
- (EN) Charles Dickens, Barnaby Rudge. 2, London, Chapman & Hall, 1897.
- (EN) Charles Dickens, Child's history of England, London, Chapman & Hall, 1898.
- Charles Dickens, Christmas books, London, Chapman & Hall, 1897.
- (EN) Charles Dickens, David Copperfield. 2, London, Chapman & Hall, 1897.
- (EN) Charles Dickens, Dombey and Son. 1, London, Chapman & Hall, 1897.
- (EN) Charles Dickens, Dombey and Son. 2, London, Chapman & Hall, 1897.
- (EN) Charles Dickens, Hard times, London, Chapman & Hall, 1898.
- (EN) Charles Dickens, Little Dorrit. 1, London, Chapman & Hall, 1897.
- (EN) Charles Dickens, Little Dorrit. 2, London, Chapman & Hall.
- (EN) Charles Dickens, Mystery of Edwin Drood, London, Chapman & Hall, 1899.
- (EN) Charles Dickens, Nicholas Nickleby. 1, London, Chapman & Hall, 1897.
- (EN) Charles Dickens, Nicholas Nickleby. 2, London, Chapman & Hall, 1897.
- (EN) Charles Dickens, Old curiosity shop. 1, London, Chapman & Hall, 1897.
- (EN) Charles Dickens, Old curiosity shop. 2, London, Chapman & Hall, 1897.
- (EN) Charles Dickens, Sketches by Boz. 1, London, Chapman & Hall, 1898.
- (EN) Charles Dickens, Sketches by Boz. 2, London, Chapman & Hall, 1898.
- (EN) Charles Dickens, Tale of two cities, London, Chapman & Hall, 1898.

## Estratti e pubblicazioni italiane
- Donne (capitoli estratti da A Child’s History of England), Mattioli 1885, Fidenza 2017 traduzione di Livio Crescenzi con la collaborazione di Sofia Fucile & Chiara Giovannini ISBN 978-88-6261-648-5
- Trilogia di Londra (contiene Amori londinesi - Il grande romanzo di Londra - I londinesi) Mattioli 1885, Fidenza 2016 ISBN 978-88-6261-605-8
- Natale nelle terre gelate (pagine pubblicate sul settimanale Household Words), Mattioli 1885, Fidenza traduzione di Livio Crescenzi ISBN 978-88-6261-456-6
- Le ultime parole dell'anno vecchio (pagine pubblicate sul settimanale Household Words), Mattioli 1885, Fidenza 2014 ISBN 978-88-6261-4 46-7